# Assassin’s Creed III: Liberation
Assassin’s Creed III: Liberation – przygodowa gra akcji z otwartym światem z serii Assassin’s Creed. Gra została wyprodukowana przez Ubisoft Sofia i wydana przez Ubisoft na konsolę przenośną PlayStation Vita. Światowa premiera odbyła się 30 października 2012 roku, a europejska dzień później. 15 stycznia 2014 pojawiła się wersja na konsole PlayStation 3 i Xbox 360 oraz komputery osobiste pod nazwą Assassin’s Creed: Liberation HD.
Akcja gry rozpoczyna się w 1765 roku i rozgrywa się na przestrzeni piętnastu lat. Główną bohaterką gry jest Aveline de Grandpré należąca do bractwa asasynów. Jej mentorem jest czarny niewolnik o imieniu Agaté, który zbiegł swojemu właścicielowi i ostatecznie stał się dowódcą bractwa zabójców w Nowym Orleanie. Aveline jest też pierwszą protagonistką serii.